# Oceaniidae
Oceaniidae is een familie van neteldieren uit de klasse van de Hydrozoa (hydroïdpoliepen). 

## Geslachten
- Corydendrium Van Beneden, 1844
- Merona Norman, 1865
- Oceania Péron & Lesueur, 1810
- Rhizogeton Agassiz, 1862
- Similomerona Schuchert, 2004
- Turritopsis McCrady, 1857
- Turritopsoides Calder, 1988